# Toulouzette
Toulouzette (gaskonsko Toloseta) je naselje in občina v francoskem departmaju Landes regije Akvitanije. Naselje je leta 2009 imelo 274 prebivalcev.

## Geografija
Kraj leži v pokrajini Gaskonji ob reki Gabas pred njenim izlivom v Adour, 28 km jugozahodno od Mont-de-Marsana.

## Uprava
Občina Toulouzette skupaj s sosednjimi občinami Baigts, Bergouey, Caupenne, Doazit, Hauriet, Lahosse, Larbey, Laurède, Maylis, Mugron, Nerbis in Saint-Aubin sestavlja kanton Mugron s sedežem v Mugronu. Kanton je sestavni del okrožja Dax.

## Zanimivosti
- cerkev sv. Kviterije,
- arena Toulouzette.